# Teuva
Teuva (Sueco:Östermark) es un municipio de Finlandia.
Se localiza en la provincia de Finlandia Occidental y es parte de la región de Ostrobotnia del Sur. La población de Teuva es de 5.535 (30 de junio de 2015)  y  cubre un área de 554.66 km² de los cuales 1.35 km² es agua (1 de enero de 2011). La densidad de población es de 9.98/km².
El municipio es monolingüe y su idioma oficial es el finés.

## Pueblos
Piikkilänkylä, Horo, Kauppila, Kirkonkylä, Komsi, Korvenkylä, Luovankylä, Nori, Perälä, Riippi, Äystö

## Patrimonio

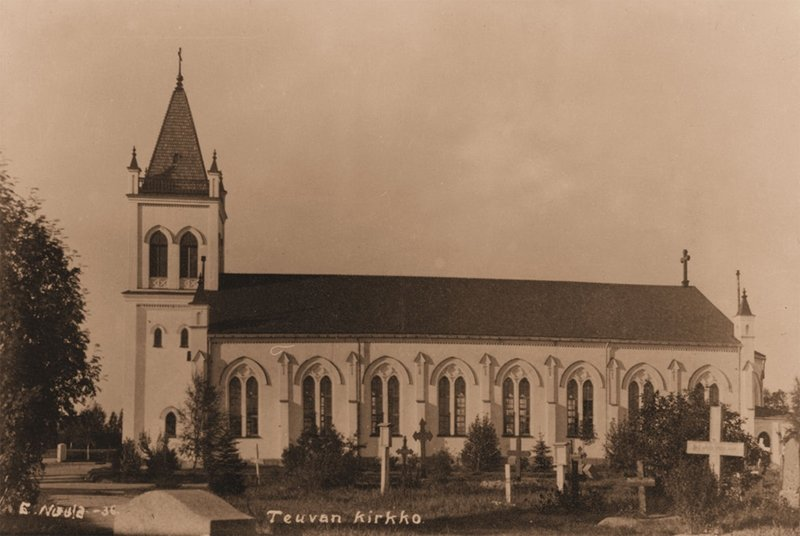
La segunda iglesia de Teuva en 1936.

La primera iglesia de Teuva fue construida en 1701. Fue sustituida por un segundo edificio neogótico en 1863, que resultó pasto de las llamas el 15 de enero de 1950. Parte de su cubierta dañada y su sacristía se recuperaron más tarde en recuerdo del antiguo edificio.
En sustitución de la iglesia destruida se construyó una nueva en otro emplazamiento diseñada por la arquitecta Elsi Borg, cuyas obras se concluyeron en 1953 y fue dedicada el 29 de noviembre, primer domingo de Adviento. En ella se puede destacar el púlpito, de la misma Borg, y un retablo de El sabio y las vírgenes insensatas pintado en 1954 por la artista Tove Jansson en su faceta de pintora.

## Personas nacidas en Teuva
- Sameli Rajala (1858 – 1948)
- Lauri Ingman (1868 – 1934)
- Juho Perälä (1887 – 1938)
- Aleksi Rinne (1899 – 1974)
- Mauri Seppä (1916 – 2000)
- Aulis Ranta-Muotio (1946)
- Pauli Nevala (1940)